# Hess lag
Hess lag är en termokemisk naturlag som säger att entalpiförändringen ΔH för en kemisk reaktion är oberoende av reaktionsvägen mellan reaktanter och produkter. Det beror på att entalpi är en tillståndsfunktion, och kan användas för att bestämma entalpiförändringen vid en reaktion genom att dela upp reaktionen i flera hypotetiska steg med kända entalpiförändringar. Lagen gör att entalpiförändringar kan beräknas för reaktioner där det är omöjligt att mäta entalpin direkt. Lagen beskrevs 1840 av Germain Henri Hess.

## Metod
Lagen används genom att göra aritmetiska operationer på kemiska ekvationer. Kemiska ekvationer kan multipliceras och divideras med reella tal (även om man vanligtvis inskränker sig till heltal). När en ekvation multipliceras med en konstant måste dess entalpiförändring multipliceras med samma konstant. Om en ekvation vänds (så att produkter blir reaktanter och vice versa) byter entalpiförändringen tecken (ΔH(ny reaktion) = –ΔH(gammal reaktion)).
Addition av flera kemiska ekvationer ger en nettoekvation. Nettoekvationens entalpiförändring är summan av de ingående ekvationernas entalpiförändringar. När man adderar kemiska ekvationer måste man ta hänsyn till vilken fas reaktanterna och produkterna befinner sig i och om nödvändigt ta med kemiska ekvationer (med tillhörande entalpiförändring) för fasövergångar.
En tillämpning av detta är att entalpiförändringen för en reaktion är bildningsentalpin för produkterna minus bildningsentalpin för reaktanterna. I matematiska termer blir detta ΔHo = Σ(ΔHfoprodukter) – Σ(ΔHforeaktanter).
Koncepten som ligger till grund för Hess lag kan också tillämpas på förändringar i entropi och Gibbs fria energi.